# Pyrrhulini
Pyrrhulini – plemię ptaków z podrodziny łuskaczy (Carduelinae) w obrębie rodziny łuszczakowatych (Fringillidae).

## Występowanie
Plemię obejmuje gatunki występujące w Eurazji, Ameryce Północnej i Afryce.

## Systematyka
Do plemienia zalicza się następujące rodzaje:
- Pinicola Vieillot, 1807 – jedynym przedstawicielem jest Pinicola enucleator (Linnaeus, 1758) – łuskowiec
- Pyrrhula Brisson, 1760
- Rhodopechys Cabanis, 1851 – jedynym przedstawicielem jest Rhodopechys sanguineus  (Gould, 1838) – gilak ciemnogłowy
- Bucanetes Cabanis, 1851 – jedynym przedstawicielem jest Bucanetes githagineus (Lichtenstein,MHC, 1823) – gilak pustynny
- Eremopsaltria Kirwan & Gregory, 2005 – jedynym przedstawicielem jest Eremopsaltria mongolica (Swinhoe, 1870) – gilak mongolski
- Agraphospiza Zuccon, Prŷs-Jones, Rasmussen & Ericson, 2012 – jedynym przedstawicielem jest Agraphospiza rubescens (Blanford, 1872) – szkarłatówka, takson wyodrębniony z Carpodacus[3]
- Callacanthis Reichenbach, 1850 – jedynym przedstawicielem jest Callacanthis burtoni (Gould, 1838) – krasnotek
- Pyrrhoplectes Hodgson, 1844 – jedynym przedstawicielem jest Pyrrhoplectes epauletta (Hodgson, 1836) – himalajczyk, takson wyodrębniony ostatnio z Carpodacus[3][4][5][6]
- Procarduelis Blyth, 1843 – jedynym przedstawicielem jest Procarduelis nipalensis (Hodgson, 1836) – himalajówka
- Leucosticte Swainson, 1832